# Pionsläktet
Pionsläktet omfattar drygt 30 arter av fleråriga halvbuskar och örter spridda över de tempererade områdena i Asien  och Europa samt två arter i Nordamerika (Paeonia brownii och Paeonia californica). Pioner blir mellan 60 cm och 2,5 meter höga och har tjocka rötter, knöllika rötter, trefingrade blad och stora blommor i stjälktopparna. De iögonfallande blommorna är enkla och vita, rosa, röda eller gula. Pioner odlas i en mängd olika sorter som prydnadsväxter.
Till släktet förs bondpion, buskpion, dillpion, korallpion, luktpion, rosenpion och sidenpion

## Historia
Pioner  har odlats i Kina i minst 1500 år, först främst för rötternas medicinska egenskaper men på 600-talet e.Kr. även som exklusiv prydnadsväxt. Buskpioner fick bara odlas i de kejserliga trädgårdarna. Buskpionen kallades "blommornas konung" och luktpionen "kungens ministrar". Kineserna förädlade fram fyllda blommor medan japanerna istället föredrog enkla och halvfyllda blommor.
I Grekland omnämns pionen första gången av den filosofen och naturforskaren Theofrastos som levde cirka 370 till 285 f.Kr. De arter han kände till var sannolikt bergpion och korallpion. Den mest kända kulturformen var länge den dubbla röda bondpionen 'Rubra plena'. 1789 kom den första buskpionen till Europa från Kina. Den planterades i Royal Botanical Gardens i Kew, England. Allt fler pioner letade sig till Europa och franska odlare fick tidigt fram korsningar mellan den europeiska bergpionen och den kinesiska luktpionen. På en utställning i Paris 1824 presenterade Nicolas Lemon den fyllda rosa pionen 'Edualis Superba' och i efter utställningen var en formlig pionfeber igång. Luktpionerna blev allt mer populära och trängde undan bondpionerna.
Utvandrarna från Europa tog med sig tåliga pionrötter till det nya landet och vid mitten på 1800-talet kom de europeiska luktpionerna till USA och startade en pionrush och stora pionodlingar växte fram.

## Vildarter och hybrider
Det finns drygt 30 vildarter av pioner som  växer i ett bälte från Portugal över medelhavsländerna bort till Kina och Japan. En art växer söder om medelhavet och i Nordamerika finns det två arter.
Alla pioner tillhör släktet Paeonea som delas in i tre sektioner

### Buskpioner
Buskpionerna från Kina som ibland kallas trädpioner, är förvedade, lövfällande buskar. Variationsrikedomen bland buskpionerna är stor och blommorna kan vara både vita, rosa, gula eller röda. De kan bli mer än 2 meter höga under gynnsamma förhållanden. En välkänd vildart är purpurfläckig buskpion, även kallad 'Rocks Varietet' efter upptäckaren Joseph Rock. Dessutom finns både röda och gula småbuskpioner.

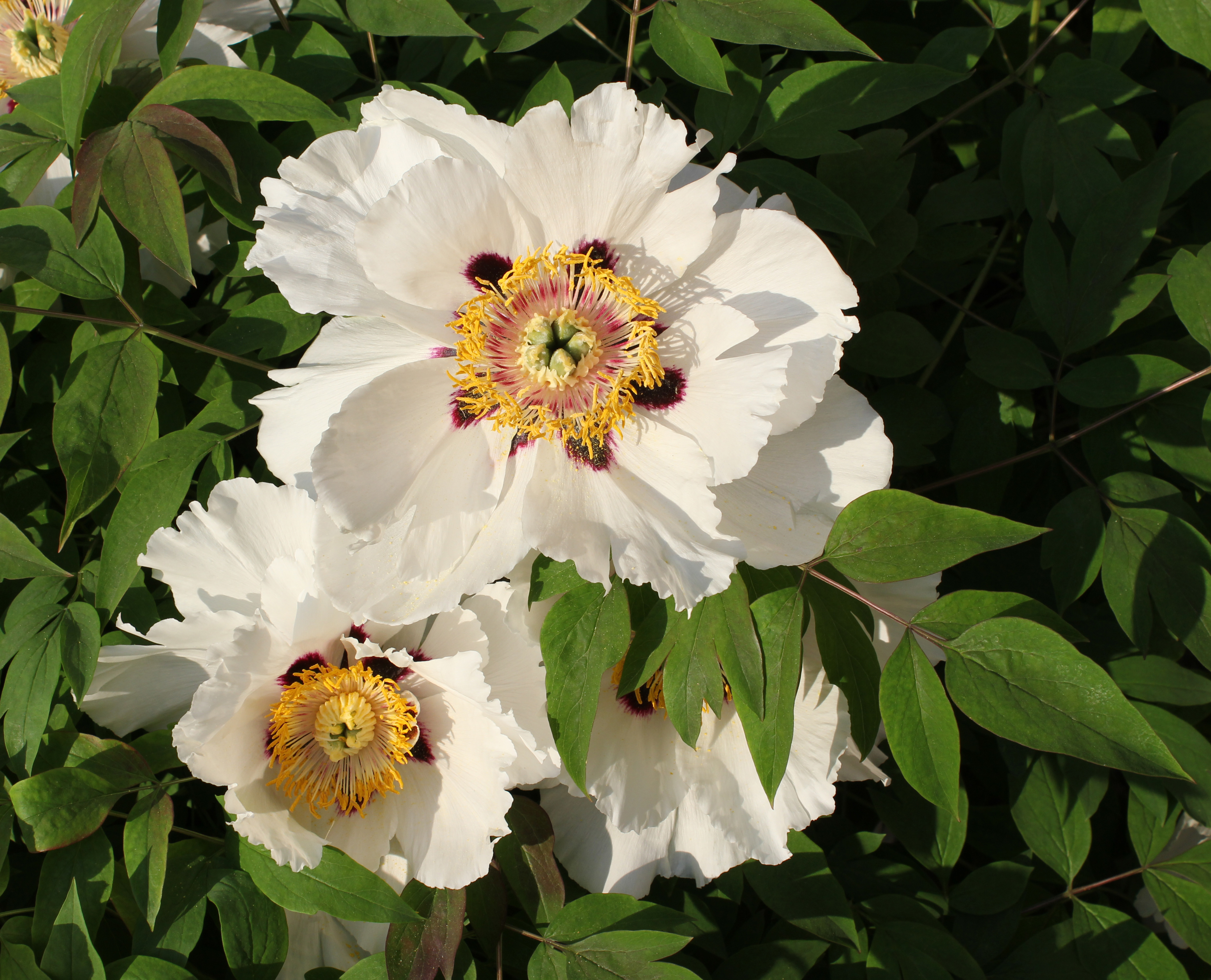
Purpurfläckig buskpion      'Rocks Varietet'
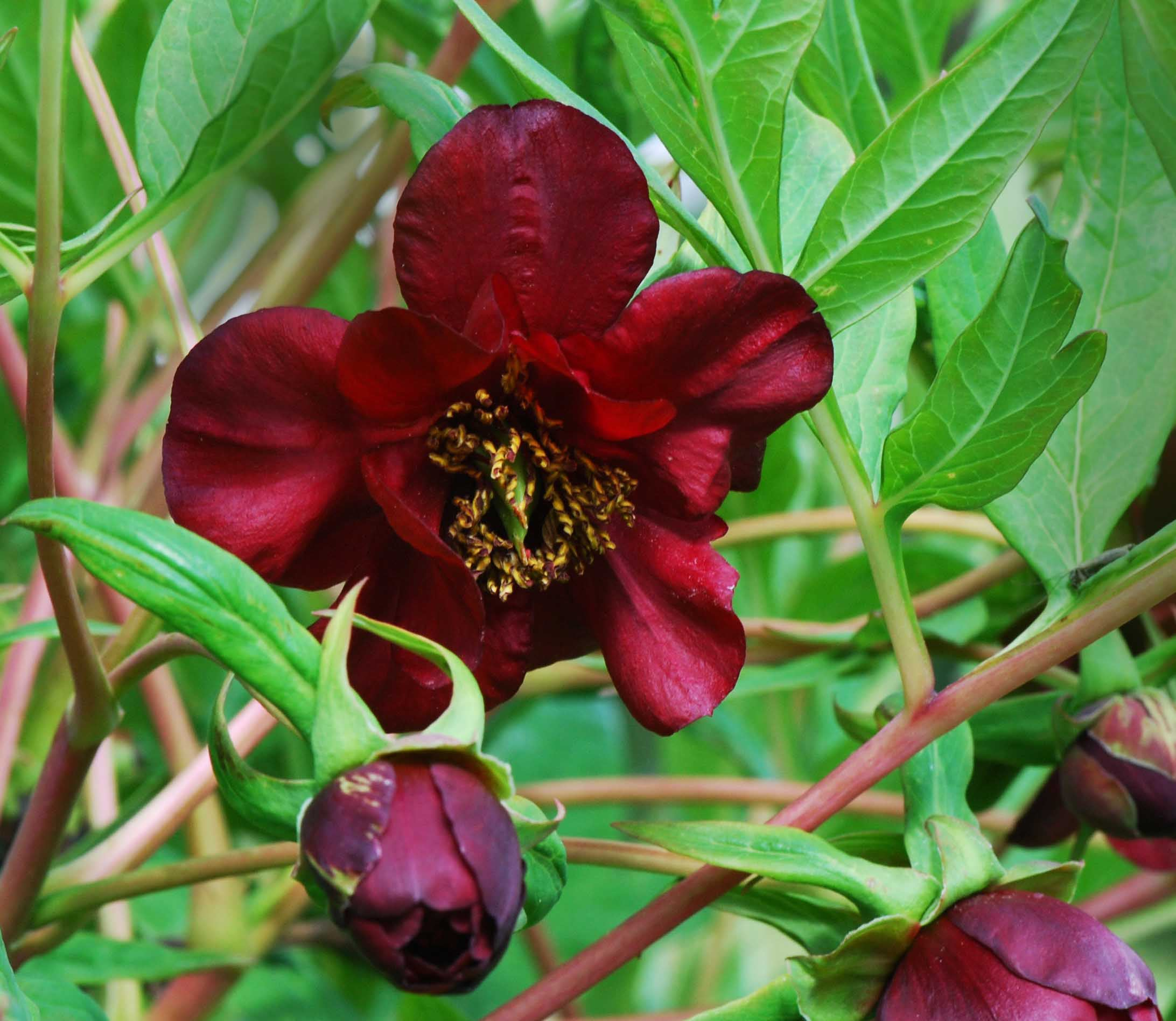
Röd småbuskpion
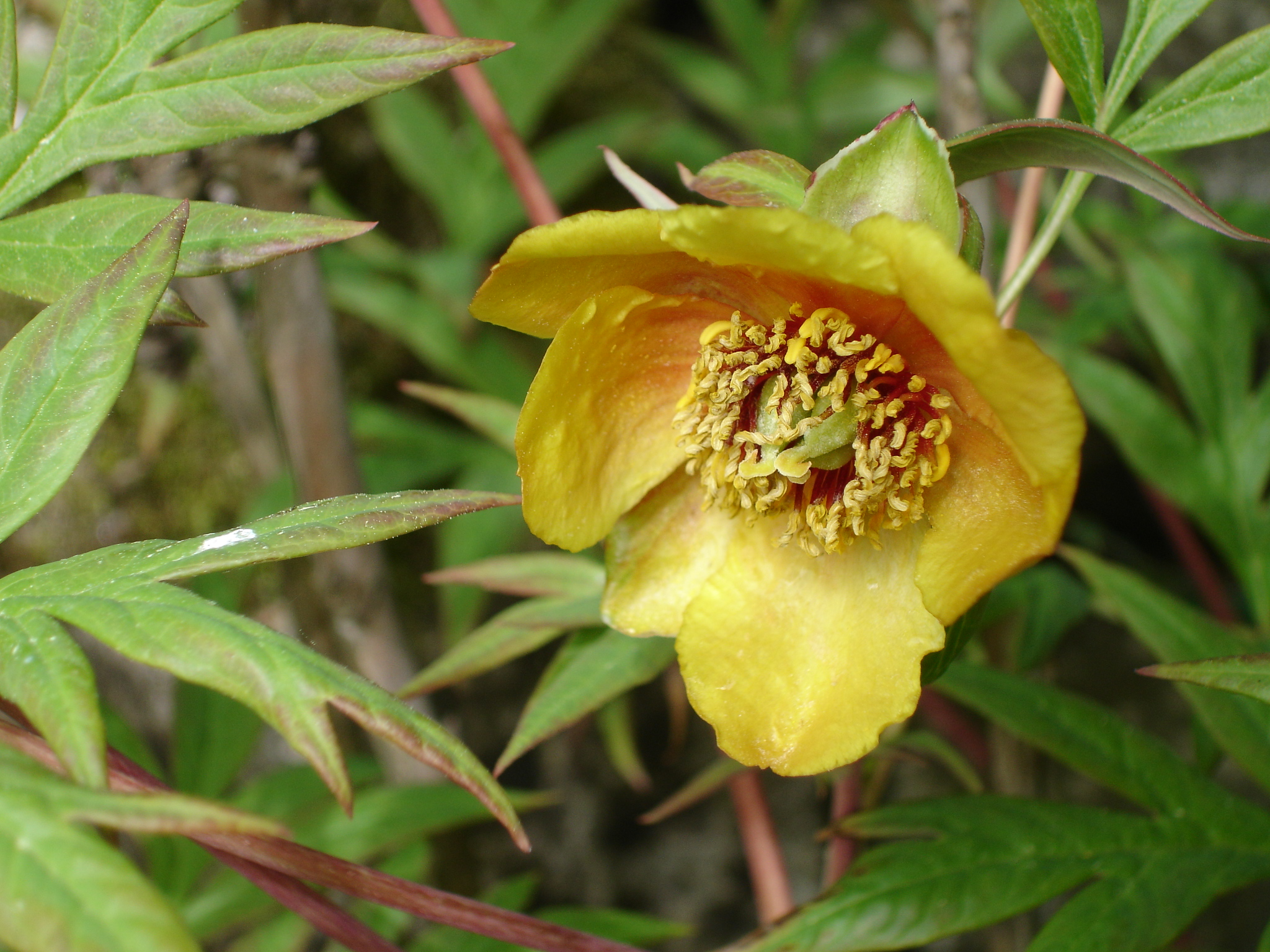
Gul småbuskpion

Arter och underarter inom gruppen:
- Paeonia delavayi - småbuskpion
- Paeonia ludlowii - tibetansk buskpion
- Paeonia franchetii
- Paeonia handel-mazzettii
- Paeonia jishanensis - jishan-buskpion
- Paeonia ostii - henanbuskpion
- Paeonia rockii - purpurfläckig buskpion
- Paeonia suffruticosa - buskpion
- Paeonia qiui
- Paeonia yananensis

### Örtartade pioner från Europa och Asien
Örtartade pioner där dillpion är exempel på europeiska örtartade vilda pioner och luktpion exempel på en kinesisk. Hit hör också en hel mängd framodlade hybrider.

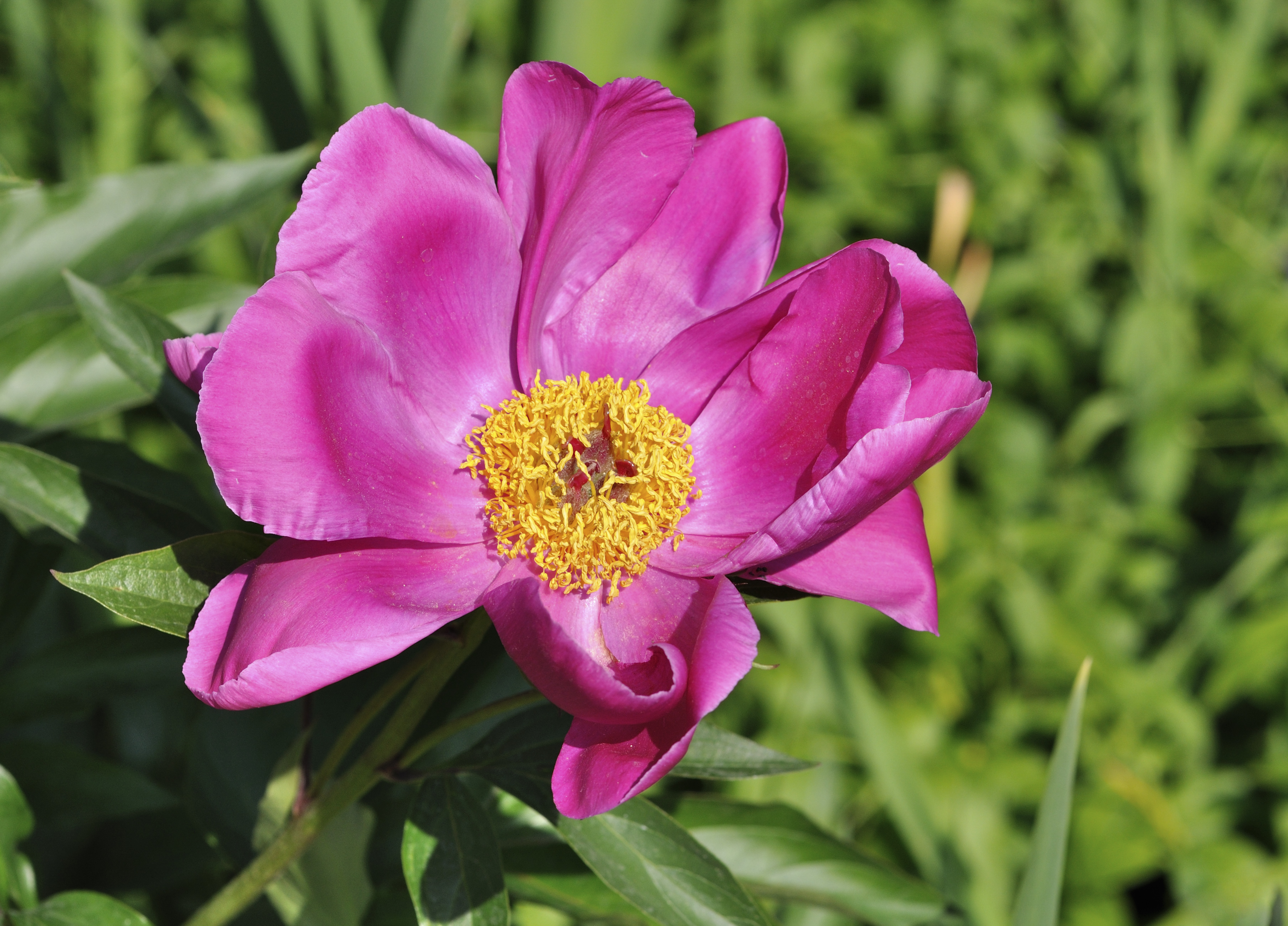
Bergpion
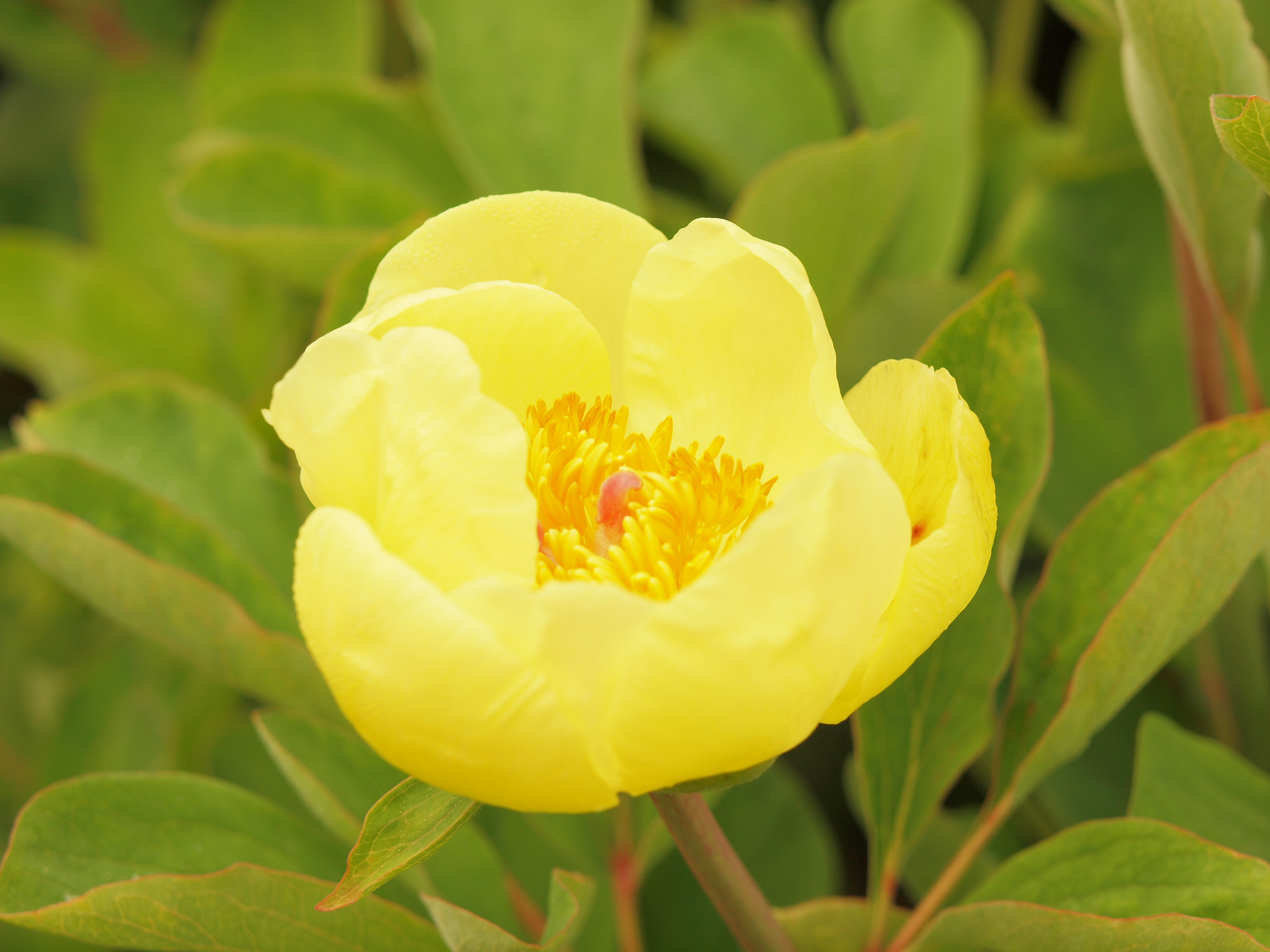
Svavelpion
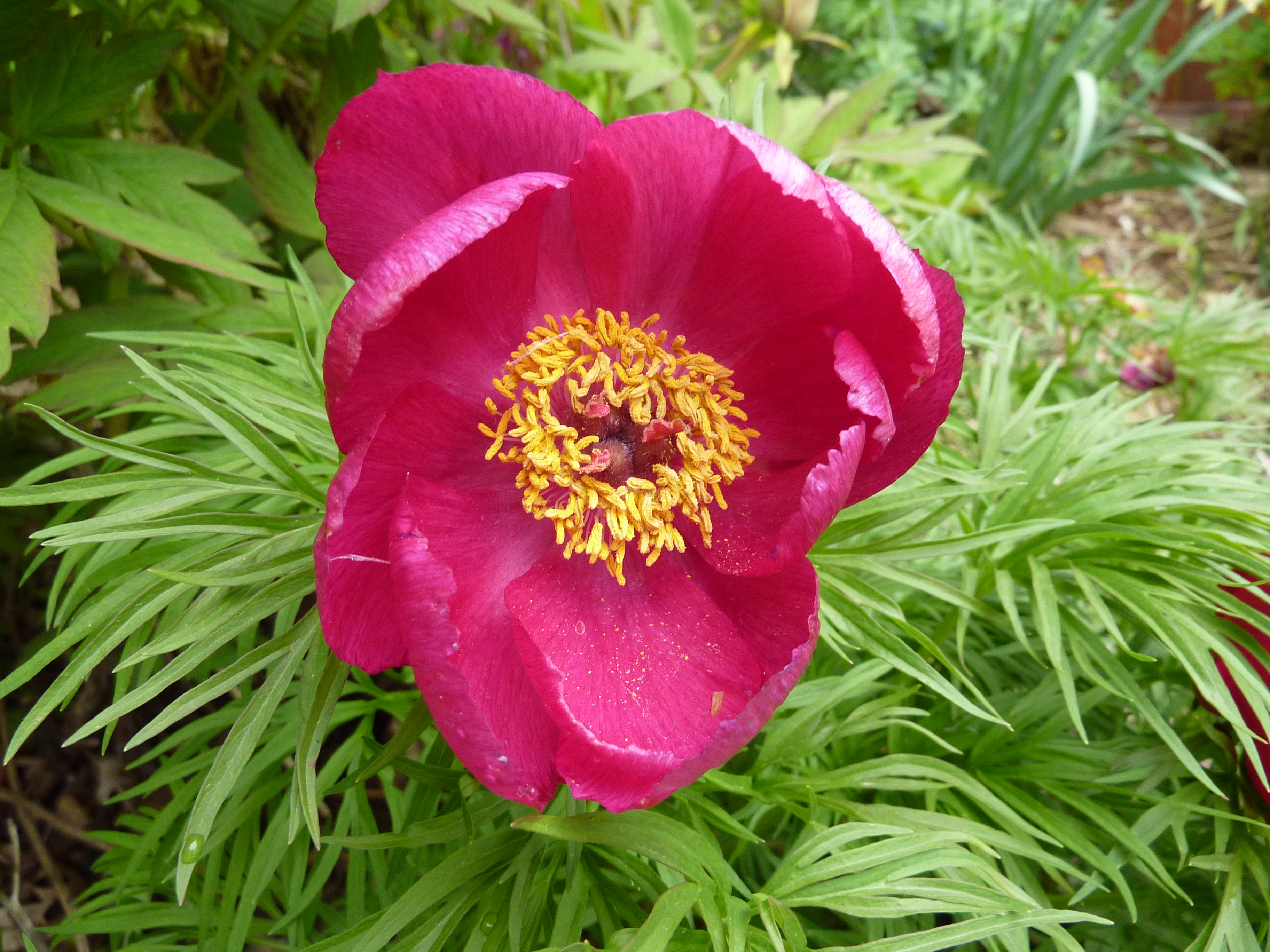
Dillpion
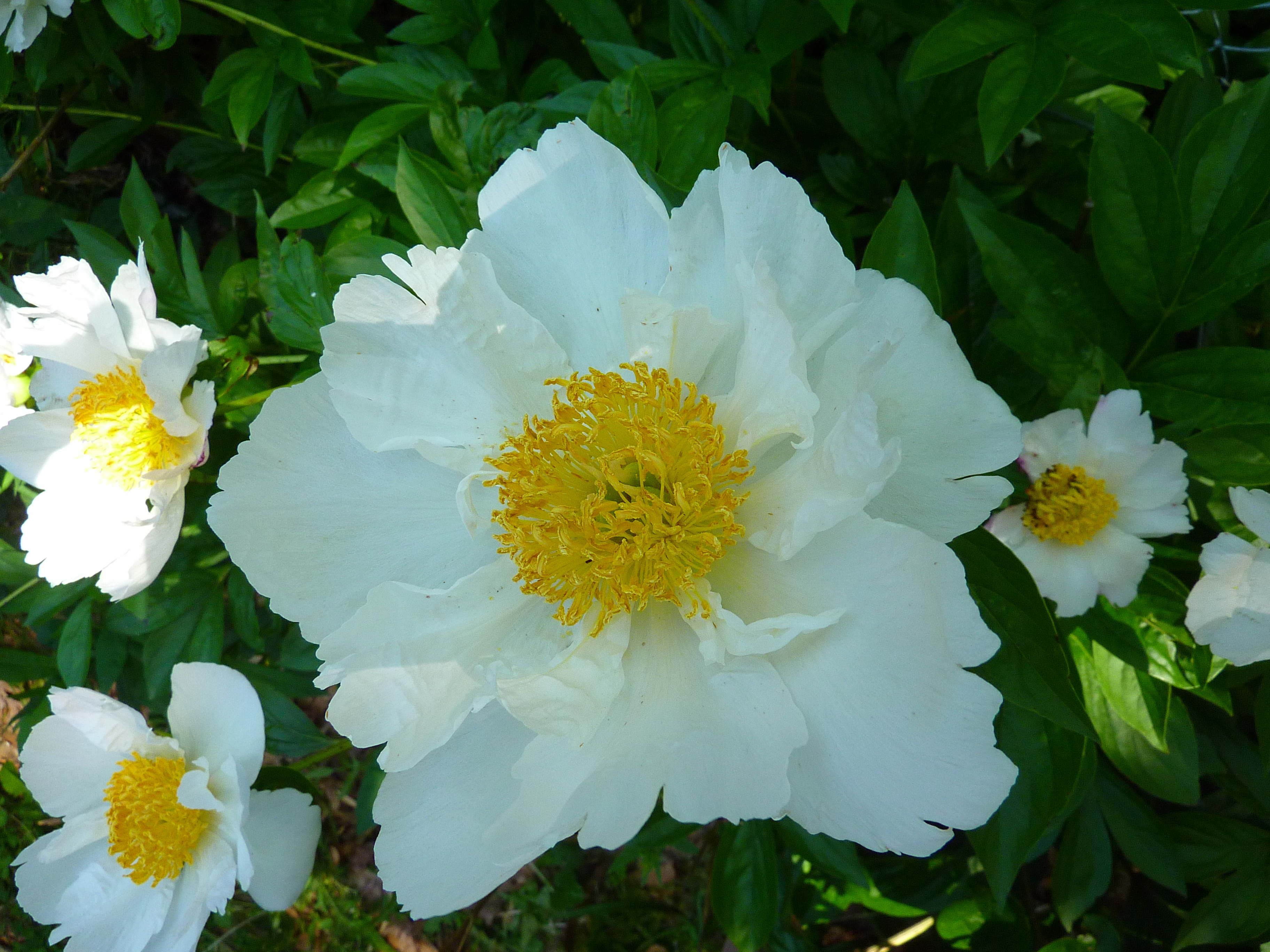
Luktpion 'White Wings'

Arter och underarter inom gruppen:

- Paeonia algeriensis
- Paeonia altaica
- Paeonia anomala - sibirisk pion
- Paeonia baokangensis
- Paeonia broteroi - spansk pion
- Paeonia cambessedesii - balearpion
- Paeonia cathayana
- Paeonia clusii - kretapion
- Paeonia daurica - krimpion
  - P daurica ssp. mlokosewitschii - svavelpion
  - P daurica ssp. wittmanniana - sidenpion
- Paeonia emodi - näckrospion
- Paeonia intermedia
- Paeonia kesrouanensis
- Paeonia lactiflora - luktpion
- Paeonia litvinskajae
- Paeonia mairei - glanspion
- Paeonia majko
- Paeonia maleevii
- Paeonia mascula - korallpion
- Paeonia obovata - lackpion
- Paeonia officinalis - bergpion
- Paeonia ostii
- Paeonia parnassica
- Paeonia peregrina - turkisk pion
- Paeonia ridleyi
- Paeonia saueri
- Paeonia saundersii
- Paeonia sterniana
- Paeonia suffruticosa - buskpion
- Paeonia tenuifolia - dillpion
- Paeonia veitchii - rosenpion

### Örtartade pioner från västra Nordamerika
Till sektionen Onaepia, örtartade pioner från västra Nordamerika, hör ett par arter där det diskuteras om arterna istället ska räknas till julrossläktet, Helleborus, istället för pionsläktet Paeonea. Arterna odlas mycket litet som i våra trädgårdar.

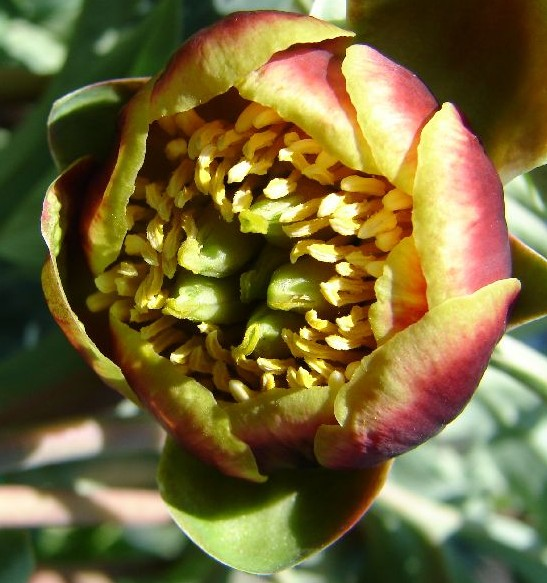
Paeonia brownii
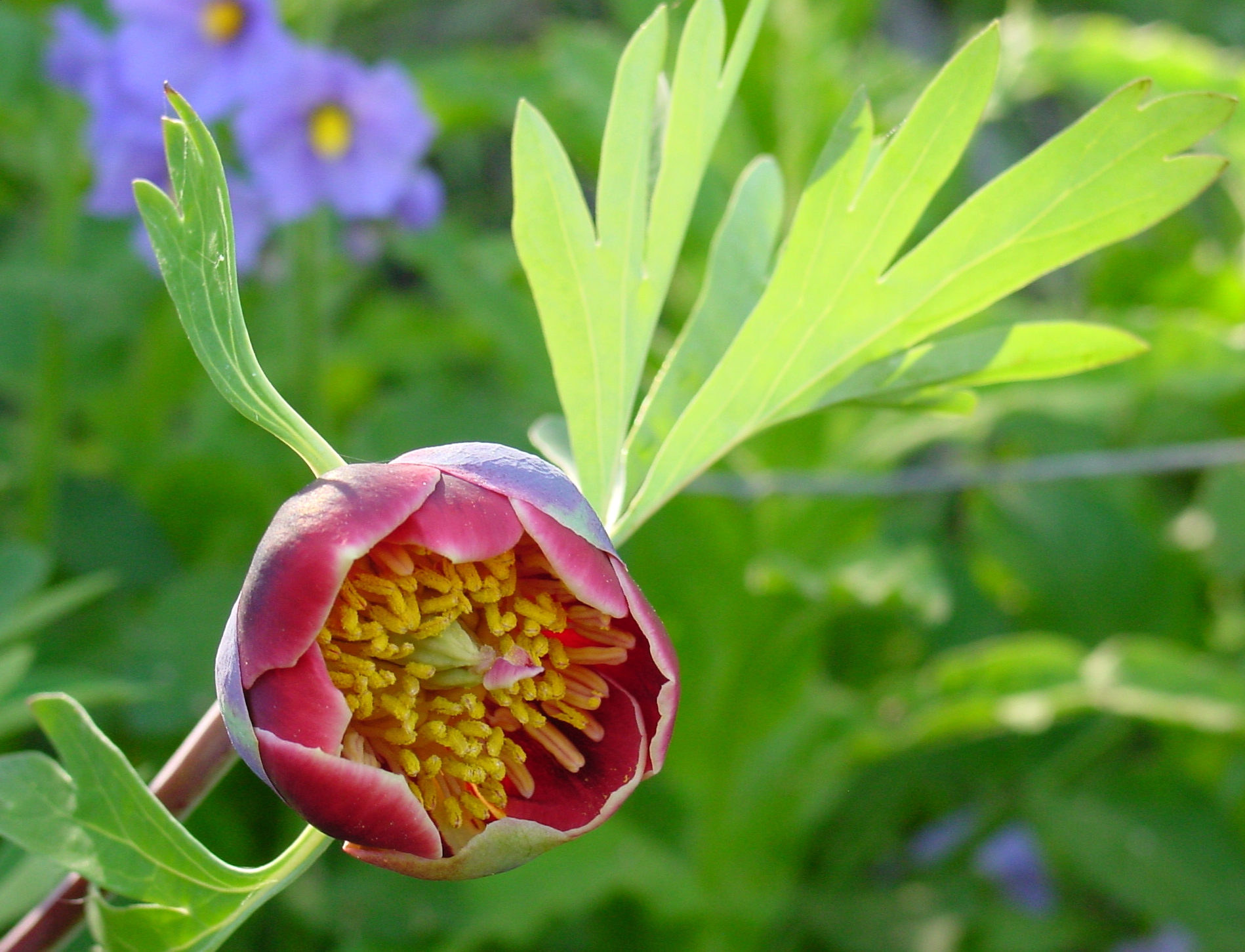
Paeonia californica

Arter och underarter inom gruppen:
- Paeonia brownii
- Paeonia californica

### Hybrider
Dagens pioner är korsningar mellan olika vildarter där de mest använda vildarterna är bergpion och luktpion
- Bondpionen, (Paeonia x festiva), som är en korsning mellan bergpion och turkisk pion är en gammal kulturform och har  odlats länge i Sverige. Den har ibland kallats ”fattigmansros”.[2]
- Herrgårdspion (Paeonia × hybrida) är en hybrid mellan dillpion och sibirisk pion
- Majpion (Paeonia × arendsii) är en hybrid mellan luktpion och sidenpion
- Itohhybrider, är resultat av Toichi Itohs lyckade försök 1948 att korsa en örtartad pion och en buskpion.[2]

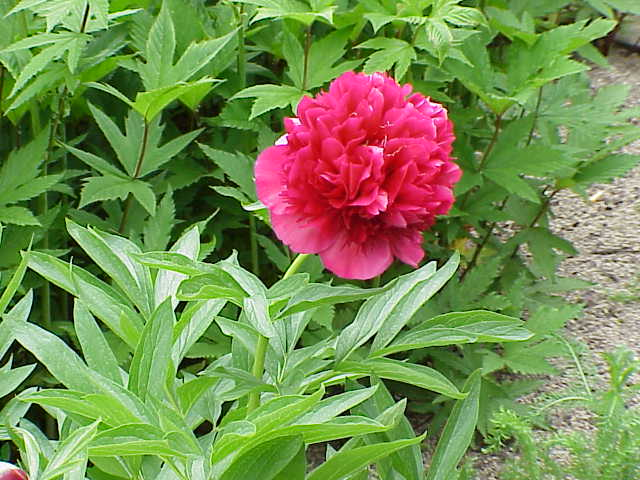
Bondpion (Paeonia × festiva)
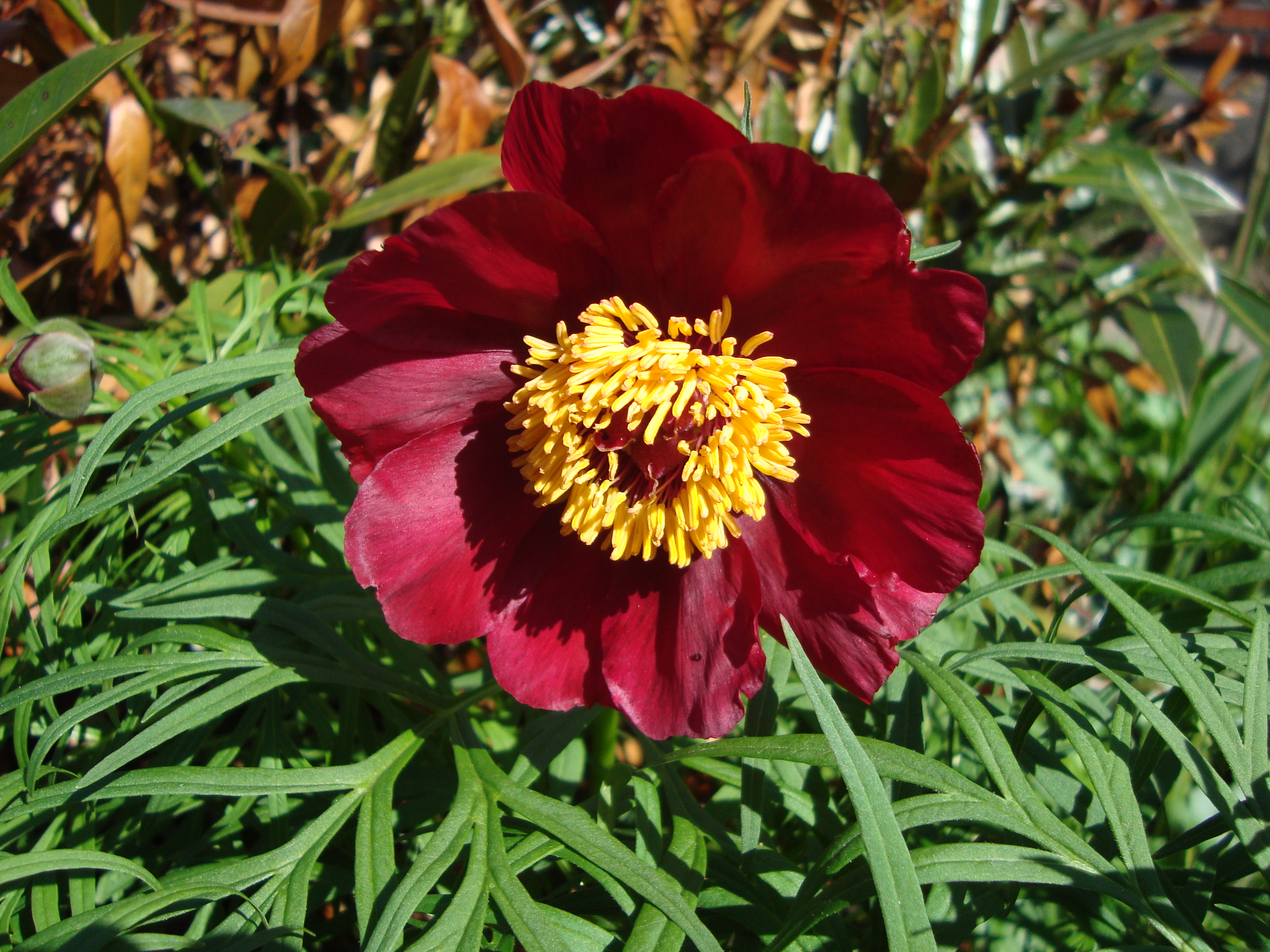
Herrgårdspion (Paeonia × hybrida)
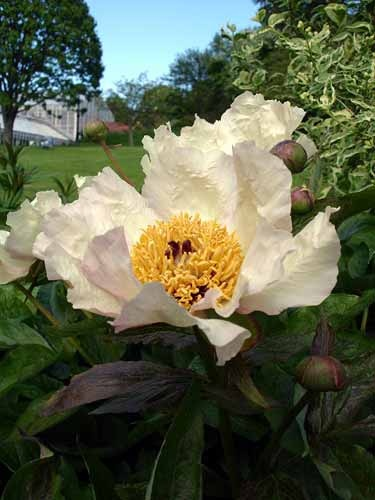
Majpion (Paeonia × arendsii)

## Uppbyggnad och blomformer
Pionerna har stora rotsockar där de samlar näring under sommaren. Rotknopparna bildas nere i jorden tidigt under hösten. Knopparna behöver låg vintertemperatur för att växa till på våren.
Blommorna varierar i storlek från 4 cm till 30 cm eller mer. Man brukar räkna med fem olika blomtyper hos pionerna. De enkelblommande, de halvfyllda, de fyllda, de japanska och de anemoneblommande. Blommans färg kan variera med olika jordtyper och ljusförhållanden.

## Användning
Pionen blev en mycket populär prydnadsväxt under 1600-talet men odlades i Norden redan mot medeltidens slut, då främst som en mångsidigt nyttjad läkeört. Pionrot, pionättika, pionvatten och pionkärnor användes sedan antiken bl.a. mot epilepsi.

## Kultur
I Serbien sägs att de röda pioner som blommar vid fälten i Kosovo om vårarna vuxit ur blodet som spillts bland de serbiska krigare som stupade vid slaget vid Trastfältet i juni 1389. De används som symbol för slaget och för den serbiska nationalismen.
I USA är pionen Indianas delstatsblomma sedan 1957.

## Etymologi
Pion och Paeonia är uppkallat efter Paion, de olympiska gudarnas läkare. Paion upptäckte den medicinska användningen av många växter och Asklepios, som hade varit Paions lärare, blev avundsjuk på Paion och tänkte döda honom. Hades, som Paion hade behandlat, förvandlade honom till en blomma för att han skulle undgå att dödas. Denna blomma heter idag bergpion.